# Mangora acalypha
Mangora acalypha es una especie de araña del género Mangora, de la familia Araneidae, de la clase Arachnida.

## Distribución
Mangora acalypha se distribuye por Madeira, Europa, el norte de África, Turquía, Oriente Medio, Cáucaso, Rusia (europea y el sur de Siberia), Asia Central y China.

## Taxonomía
Fue descrita científicamente por Charles Athanase Walckenaer en 1802. Fue publicado por primera vez en Walckenaer, C. A. (1802). Faune parisienne. Insectes. ou Histoire abrégée des insectes de environs de Paris, número 2, entre las páginas 187 y 250.